# Deviazione di frequenza
Nella modulazione di frequenza la deviazione di frequenza Δf indica la massima differenza tra la frequenza della portante modulata e la frequenza della portante non modulata. Essa vale:
{\displaystyle \Delta f_{p}={\frac {K_{f}V_{m}}{2\pi }}}
- Kf = costante di proporzionalità caratteristica del modulatore
- Vm = ampiezza della modulante

## Dimostrazione
Il messaggio da trasmettere agisce su una portante sinusoidale e ne modifica la pulsazione secondo l'espressione
{\displaystyle \omega _{p}(t)=\omega _{p}0+K_{f}V_{m}(t)}
- {\displaystyle \omega _{p}(t)} = pulsazione della portante
- {\displaystyle \omega _{p}0} = pulsazione del segnale da trasmettere
- {\displaystyle V_{m}(t)} = segnale in banda base "modulante"

Ricordando che 
{\displaystyle \omega _{p}(t)=2\pi f_{p}(t)}
- {\displaystyle f_{p}(t)} = frequenza della portante

{\displaystyle 2\pi f_{p}(t)=2\pi f_{p}0+K_{f}V_{m}(t)=f_{p}0+{\frac {K_{f}V_{m}(t)}{2\pi }}}
Nel caso in cui la modulante sia una funzione trigonometrica del tipo
{\displaystyle V_{m}(t)=V_{m}\cos \omega _{m}(t)}
la frequenza della portante diventa:
{\displaystyle f_{p}(t)=f_{p}0+{\frac {K_{f}V_{m}}{2\pi }}\cos \omega _{m}(t)}
Da questo se ne ricava il coefficiente {\displaystyle \Delta f_{p}} che rappresenta la deviazione di frequenza:
{\displaystyle \Delta f_{p}={\frac {K_{f}V_{m}}{2\pi }}}